# Tecnologies de millora de la resolució
Les tecnologies de millora de la resolució (RET) són mètodes utilitzats per modificar les fotomàscares en els processos litogràfics utilitzats per fer circuits integrats (CI o "xips") per compensar les limitacions en la resolució òptica dels sistemes de projecció. Aquests processos permeten la creació de característiques molt més enllà del límit que s'aplicaria normalment a causa del criteri de Rayleigh. Les tecnologies modernes permeten la creació de funcions de l'ordre de 5 nanòmetres (nm), molt per sota de la resolució normal possible mitjançant la llum ultraviolada profunda (DUV).

## Rerefons
Els circuits integrats es creen en un procés de diversos passos conegut com a fotolitografia. Aquest procés comença amb el disseny dels circuits IC com una sèrie de capes que es modelaran sobre la superfície d'una làmina de silici o un altre material semiconductor conegut com a oblia.
Cada capa del disseny definitiu està modelada sobre una fotomàscara, que en els sistemes moderns està feta de fines línies de crom dipositades sobre vidre de quars altament purificat. El crom s'utilitza perquè és molt opac a la llum ultraviolada, i el quars perquè té una expansió tèrmica limitada sota la calor intensa de les fonts de llum, a més de ser altament transparent a la llum ultraviolada. La màscara es col·loca sobre l'oblia i després s'exposa a una font de llum UV intensa. Amb un sistema d'imatge òptica adequat entre la màscara i l'oblia (o sense un sistema d'imatge si la màscara està prou a prop de l'oblia, com en les primeres màquines de litografia), el patró de la màscara s'imatge en una fina capa de fotoresist a la superfície de l'oblia i una part de la fotoresistent exposada a la llum (UV o EUV) experimenten reaccions químiques que fan que el patró fotogràfic es creï físicament a l'oblia.

## Concepte bàsic
El concepte bàsic subjacent als diferents sistemes de millora de la resolució és l'ús creatiu de la difracció en determinades ubicacions per compensar la difracció en altres. Per exemple, quan la llum es difracta al voltant d'una línia de la màscara, produirà una sèrie de línies brillants i fosques, o "bandes". que s'estén el patró nítid desitjat. Per compensar això, es diposita un segon patró el patró de difracció del qual se solapa amb les característiques desitjades i les bandes del qual es col·loquen per sobreposar-se al patró original per produir l'efecte contrari: fosc a la llum o viceversa. S'afegeixen múltiples característiques d'aquest tipus i el patró combinat produeix la característica original. Normalment, a la màscara, aquestes característiques addicionals semblen línies addicionals paral·leles a la funció desitjada.

## Utilitzant la millora de la resolució
Tradicionalment, després que un disseny d'IC s'hagi convertit en un disseny físic, la sincronització verificada i els polígons certificats com a Design rule check, l'IC estava llest per a la fabricació. Els fitxers de dades que representaven les diferents capes es van enviar a una botiga de màscares, que utilitzava equips d'escriptura de màscares per convertir cada capa de dades en una màscara corresponent, i les màscares es van enviar a la fàbrica on es van utilitzar per fabricar els dissenys en silici repetidament. En el passat, la creació del disseny d'IC va suposar el final de la implicació de l'automatització del disseny electrònic.
Tanmateix, com que la llei de Moore ha impulsat les característiques a dimensions cada cop més petites, els nous efectes físics que es podrien ignorar de manera efectiva en el passat estan afectant ara les característiques que es formen a l'oblia de silici. Així, tot i que el disseny final pot representar el que es desitja en silici, el disseny encara pot patir una alteració dramàtica mitjançant diverses eines EDA abans de fabricar i enviar les màscares. Aquestes alteracions no són necessàries per fer cap canvi en el dispositiu tal com està dissenyat, sinó simplement per permetre que l'equip de fabricació, sovint comprat i optimitzat per fer circuits integrats una o dues generacions enrere, pugui lliurar els nous dispositius. Aquestes alteracions es poden classificar en dos tipus.
El primer tipus són les correccions de distorsió, és a dir, la precompensació de les distorsions inherents al procés de fabricació, ja sigui d'una etapa de processament, com ara: fotolitografia, gravat, planarització i deposició. Aquestes distorsions es mesuren i s'ajusta un model adequat, la compensació es realitza normalment mitjançant una regla o algorisme basat en un model. Quan s'aplica a les distorsions d'impressió durant la fotolitografia, aquesta compensació de distorsió es coneix com a correcció de proximitat òptica (OPC).
El segon tipus de millora de la retícula implica realment millorar la fabricabilitat o la resolució del procés. Alguns exemples d'això inclouen:
| Tècnica RET              | Millora de la fabricabilitat |
| ------------------------ | --- |
| Barres de dispersió      | Funcions d'assistència de subresolució que milloren la profunditat d'enfocament de les funcions aïllades. |
| Màscara de canvi de fase | Gravar quars de determinades zones de la màscara (alt-PSM) o substituir Chrome per una capa de siliciur de molibdè amb canvi de fase (PSM incrustat atenuat) per millorar el control del CD i augmentar la resolució |
| Patró doble o múltiple   | Implica descompondre el disseny a través de múltiples màscares per permetre la impressió de passos més ajustats. |